# Йоріс Матейсен
Йоріс Матейсен нід. Joris Mathijsen, IPA: ˈjoːrɪs mɐˈtɛisə(n); * 5 квітня 1980, Гоірле)  — нідерландський футболіст. Він є футбольним директором Віллем II.

## Біографія

### Клубна
Розпочав грати за молодіжну команду «Віллем II». Під час сезону 1998/1999 почав грати в головній команді. Дебютував у вищому дивізіоні 27 лютого 1999 року у матчі проти Утрехта.
У сезоні 2004/2005 перейшов до АЗ, з яким виграв бронзові медалі чемпіонату в 2005 і срібні в 2006 році.
23 серпня 2006 перейшов у «Гамбург» за 6 мільйонів євро. 
20 жовтня 2007 року забив свій перший гол за «Гамбург», який також став 2500 для команд у бундеслізі.
У листопаді 2008 року, Матейсен продовжив контракт з «Гамбургом» до літа 2012 року.
Протягом 2011—2012 років грав в Іспанії за місцеву «Малагу», після чого повернувся на батьківщіну, де став гравцем «Феєнорда».

### Збірна
За збірну Нідерліндів дебютував 17 листопада 2004 року в матчі проти збірної Андорри, що завершився перемогою з рахунком 3:0.

## Приватне життя
Має дружину Крістел ван Рейн та синів Єнса та Юліана.

## Статистика

### Ігри у чемпіонаті
| Сезон   | Клуб        | Ігор | Голів | Турнір     |
| ------- | ----------- | ---- | ----- | ---------- |
| 1998–99 | «Віллем II» | 1    | 0     | Ередивізі  |
| 1999–00 | «Віллем II» | 7    | 0     | Ередивізі  |
| 2000–01 | «Віллем II» | 22   | 1     | Ередивізі  |
| 2001–02 | «Віллем II» | 31   | 1     | Ередивізі  |
| 2002–03 | «Віллем II» | 34   | 1     | Ередивізі  |
| 2003–04 | «Віллем II» | 32   | 3     | Ередивізі  |
| 2004–05 | АЗ          | 25   | 1     | Ередивізі  |
| 2005–06 | АЗ          | 25   | 0     | Ередивізі  |
| 2006–07 | АЗ          | 1    | 1     | Ередивізі  |
| 2006–07 | «Гамбург»   | 32   | 0     | Бундесліга |
| 2007–08 | «Гамбург»   | 31   | 1     | Бундесліга |
| 2008–09 | «Гамбург»   | 33   | 2     | Бундесліга |
| 2009–10 | «Гамбург»   | 33   | 1     | Бундесліга |
| 2010–11 | «Гамбург»   | 19   | 2     | Бундесліга |
| Всього  |             | 326  | 14    |            |

## Досягнення
- Віцечемпіон Нідерландів: 1999, 2006
- Бронзовий призер чемпіонату Нідерландів: 2005
- Віцечемпіон світу: 2010